# 1-Naphthol
1-Naphthol (auch α-Naphthol) ist eine organisch-chemische Verbindung. Die Struktur besteht aus einem Naphthalingerüst mit angefügter Hydroxygruppe (–OH). Man kann es daher auch als 1-Hydroxynaphthalin bezeichnen. Es gibt noch ein Isomer, das 2-Naphthol (β-Naphthol, 2-Hydroxynaphthalin).

## Verwendung
Unter Einwirkung einer starken Säure, wie z. B. konzentrierter Schwefelsäure, bilden sich aus Pentosen und Hexosen durch intramolekulare Dehydratisierung Furfural bzw. 5-Hydroxymethylfurfural. Dieses kondensiert mit 1-Naphthol zu einem violetten Farbstoff (Molisch-Probe). Da 1-Naphthol als giftig eingestuft ist, sollte es im Schulversuch bei der Molisch-Probe durch Carvacrol substituiert werden.